# Jean Hersholt Humanitarian Award

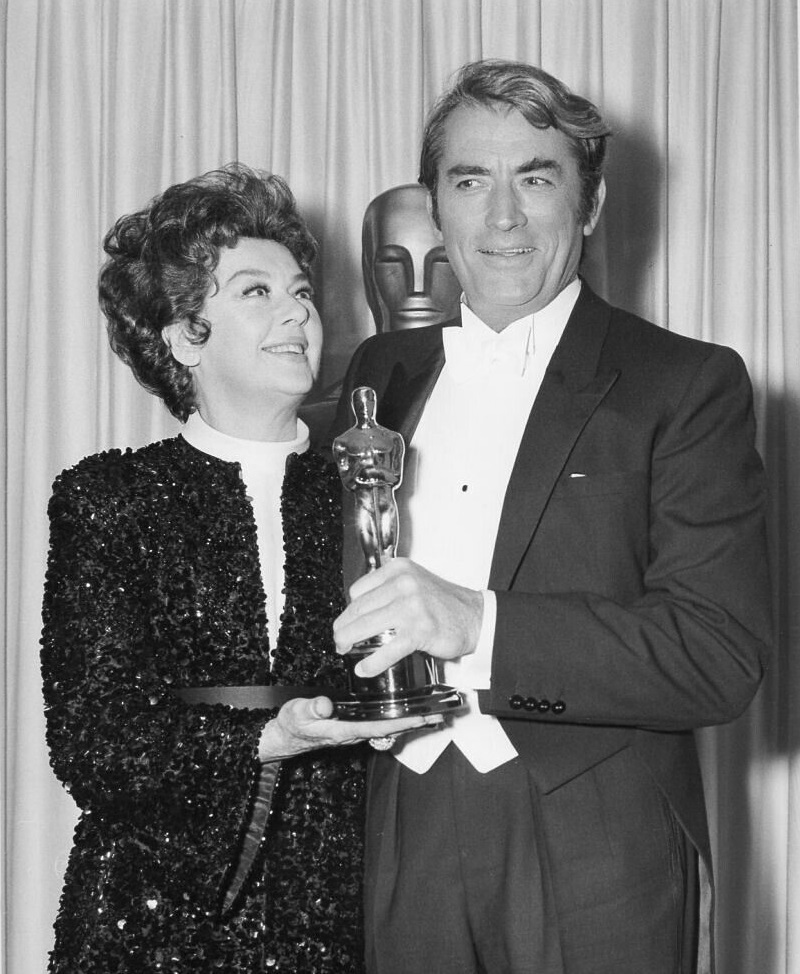
Rosalind Russell överlämnar priset till Gregory Peck

Jean Hersholt Humanitarian Award är en speciell Oscar som delas ut med ojämna mellanrum av Amerikanska filmakademien till individer som har lämnat stora humanitära bidrag till världen. Priset är uppkallat efter den dansk-amerikanska skådespelaren och humanitären Jean Hersholt, som var chef över Motion Picture Relief Fund i 18 år.

## Pristagare
| - 1957 — Y. Frank Freeman - 1958 — Samuel Goldwyn - 1960 — Bob Hope - 1961 — Sol Lesser - 1962 — George Seaton - 1963 — Steve Broidy - 1966 — Edmond L. DePatie - 1967 — George Bagnall - 1968 — Gregory Peck - 1969 — Martha Raye - 1970 — George Jessel - 1971 — Frank Sinatra - 1973 — Rosalind Russell | - 1974 — Lew Wasserman - 1975 — Arthur B. Krim - 1976 — Jules C. Stein - 1978 — Charlton Heston - 1979 — Leo Jaffe - 1980 — Robert Benjamin † - 1982 — Danny Kaye - 1983 — Walter Mirisch - 1984 — Mike Frankovich - 1985 — David L. Wolper - 1986 — Charles "Buddy" Rogers - 1990 — Howard W. Koch - 1993 — Audrey Hepburn † | - 1993 — Elizabeth Taylor - 1994 — Paul Newman - 1995 — Quincy Jones - 2002 — Arthur Hiller - 2005 — Roger Mayer - 2007 — Sherry Lansing - 2009 — Jerry Lewis - 2012 — Oprah Winfrey - 2013 — Jeffrey Katzenberg - 2014 — Angelina Jolie - 2015 — Harry Belafonte - 2016 — Debbie Reynolds - 2019 – Geena Davis | - 2021 – Tyler Perry - 2021 – Motion Picture & Television Fund - 2022 – Danny Glover - 2023 – Michael J. Fox - 2024 – Michelle Satter - 2025 – Richard Curtis |

† — postum vinnare